# 900-909
De jaren 900-909 (van de christelijke jaartelling) zijn een decennium in de 10e eeuw.

## Belangrijke gebeurtenissen

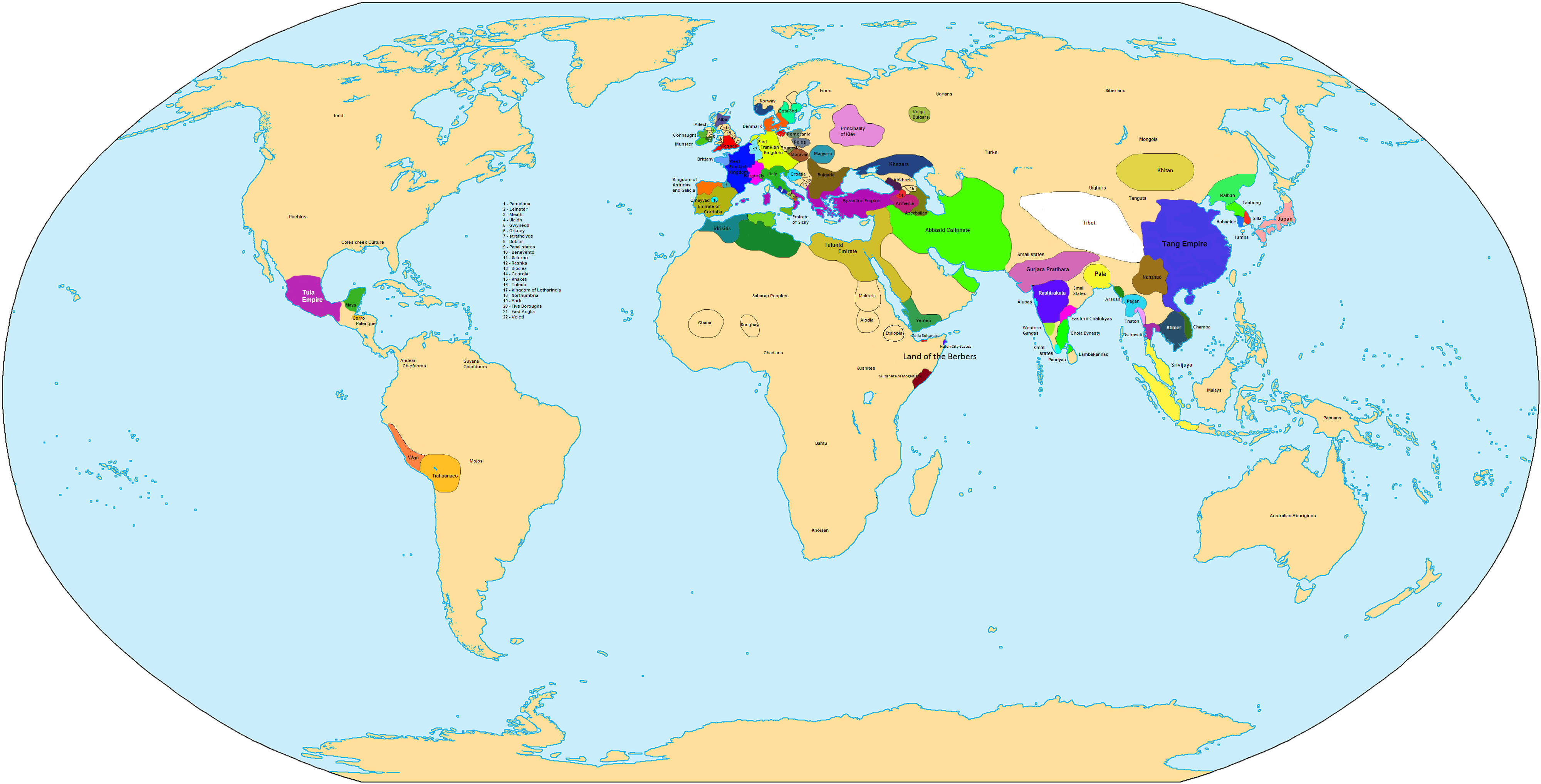
Kaart van de wereld in het jaar 900

### Europa
Europa wordt geplaagd door invasies. De Vikingen, die op zee zeer vaardig met hun drakkars om wisten te gaan, vielen binnen vanuit het noorden, de Magyaren vanuit het oosten en de Saracenen vanuit het zuiden. Al deze volkeren lieten een spoor van verwoesting na.

### Frankische Rijk
- 900 : Koning Zwentibold van Lotharingen sneuvelt in de strijd tegen de opstandige broers en Gerhard en Matfried, graven van de Metzgouw. Lodewijk het Kind wordt verkozen tot koning van Oost-Francië.
- 901 : Lodewijk de Blinde wordt door paus Benedictus IV tot keizer van het Heilige Roomse Rijk gekroond.
- 905 : Lodewijk de Blinde probeert nogmaals Italië te veroveren, maar wordt verslagen door Berengarius I van Friuli, die zijn ogen uitsteekt.
- 906 : Babenbergse vete. In de Slag bij Fritzlar verslaan de Konradijnen de Babenbergers en nemen bezit van het Frankenland.
- 907 : Slag bij Pressburg. Een Oost-Frankisch leger onder leiding van markgraaf Luitpold van Karinthië wordt door de Hongaren verslagen. Het Groot-Moravische Rijk houdt op te bestaan en er ontstonden drie nieuwe staten: het vorstendom Hongarije, het hertogdom Bohemen en het hertogdom Beieren. De rivier de Enns wordt de grens tussen het Oost-Frankische Rijk en Hongarije.

#### Lage Landen
- 900 : Graaf Boudewijn II van Vlaanderen laat bisschop Fulco van Reims vermoorden.
- 907 : Graaf Boudewijn II van Vlaanderen laat Herbert I van Vermandois uit de weg ruimen, die zijn pogingen op machtsuitbreiding aan de bovenloop van de Somme in de weg stond.

### Arabische Rijk
- 902 : Mallorca wordt veroverd door de kalief van Córdoba.
- 904 : Saracenen uit Kreta veroveren de Griekse stad Thessalonica.
- 905 : Al-Moektafi, kalief van de Abbasiden, maakt een einde aan de heerschappij van de Toeloeniden in Egypte.
- 909 : De Aghlabiden-dynastie in hedendaags Tunesië wordt ten val gebracht door de Berberse Fatimiden-dynastie. Begin van de Fatimidenperiode in Noord-Afrika.

### Byzantijnse Rijk

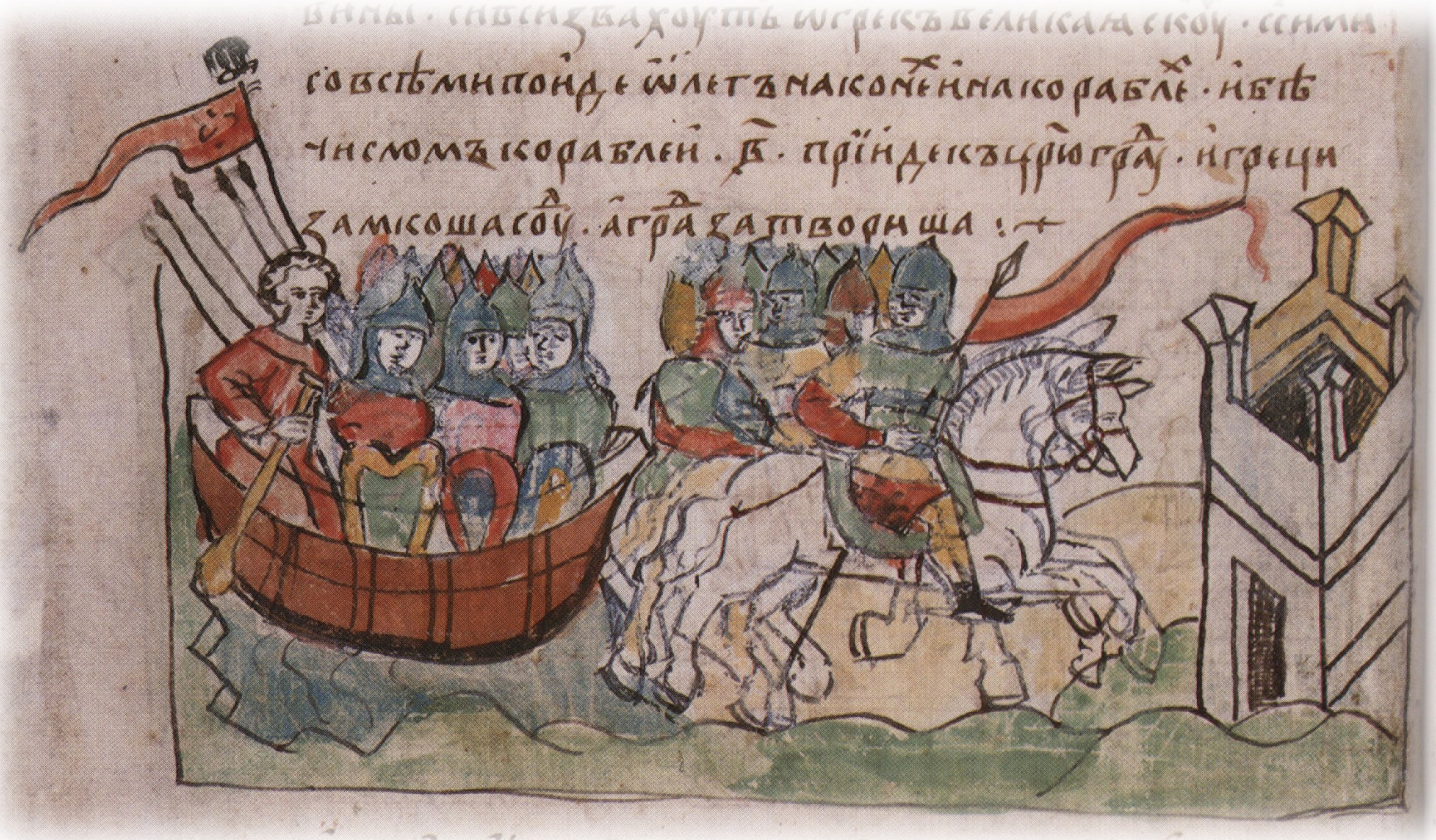
Oleg van Kiev belegert Constantinopel in 907.

- 902 : Verovering van de Byzantijnse stad Taormina op Sicilië door de Arabische Aghlabiden-dynastie; de Byzantijnen worden verdreven van Sicilië.
- 904 : Simeon I van Bulgarije bereikt na tien jaar van strijd een gunstige vrede met het Byzantijnse Rijk: Macedonië en delen van Albanië en Griekenland komen bij Bulgarije.
- 907 : Oorlog tussen het Kievse en Byzantijnse Rijk; Oleg van Kiev belegert Constantinopel. De oorlog eindigt met een vredesverdrag die vier jaar stand houdt.

### China
- 902 : Val van het rijk Nan Chao in Yunnan (Zuid-China).
- 907 : Einde van de Tangdynastie in China; begin van de periode van Vijf Dynastieën en Tien Koninkrijken.

### Zuid-Amerika
- 909: In de laatste stad van de klassieke Maya, Toniná, wordt een steen opgericht ter gelegenheid van het eind van het vierde katun. Dit is de laatste keer dat de lange telling van de Mayakalender gebruikt wordt.

### Christendom
- 904 : Saeculum obscurum. In Rome begint een periode waar de pausen sterk beïnvloed worden door de adellijke familie Theophylacti.
- 909 : De abdij van Cluny wordt opgericht.

## Wetenschap
- 908 : Regino van Prüm schrijft zijn geschiedeniskroniek Chronicon.

## Heersers

### Europa
- West-Francië: Karel de Eenvoudige (898-922)
  - Anjou: Fulco I (888-942)
  - Aquitanië: Willem I (893-918)
  - Auvergne: Willem I van Aquitanië (885-918)
  - Tours: Fulco I van Anjou (898-908), Theobald de Oude (908-943)
  - Vermandois - Herbert I (?-ca.902), Herbert II] (902-943)
  - Vlaanderen: Boudewijn II (879-918)
- Oost-Francië: Zwentibold (899-900), Lodewijk het Kind (900-911)
  - Beieren: Luitpold van Karinthië (899-907), Arnulf I (907-937)
  - Bohemen: Spytihněv I (894-915)
  - Franken: Koenraad I (906-918)
  - Hamaland: Meginhard III (898-ca.915)
  - Saksen: Otto I (880-912)
  - West-Frisia: Dirk I (ca.896-923/939)
- Spanje:
  - Aragon: Galindo II Aznarez (893-922)
  - Asturië: Alfonso III (866-910)
    - Portugal: Lucidio Vimaranes (873-922)

  - Barcelona: Wifried II (897-911)
  - Navarra: Fortun Garces (870-905), Sancho I (905-926)
  - Omajjaden (Córdoba): Abd Allah ibn Mohammed (888-912)
- Groot-Brittannië
  - Engeland: Eduard de Oudere (899-924)
  - Deheubarth: Hywel Dda (904/910/920-950)
  - Gwynedd: Anarawd ap Rhodri (878-916)
  - Jorvik: Ethelwald (?), Halfdan II Haraldsson (902-910)
  - Mercia: Æthelred II (883-911)
  - Powys: Merfyn ap Rhodri (878-900), Llywelyn ap Merfyn (900-942)
  - Schotland: Donald II (889-900), Constantijn II (900-943)
- Italië
  - keizer: Lodewijk de Blinde (901-905)
  - Italië: Berengarius I (896-901, 905-924), Lodewijk de Blinde (901-902)
  - Benevento: Radelchis II (897-900), Atenulf I (900-910)
  - Spoleto: Alberik I (898-922)
  - Venetië (doge): Pietro Tribuno (888-912)
- Scandinavië
  - Denemarken: Sigurd Slang-in-het-oog (873-903), Helge (?), Olaf de Vermetele (?-925)
  - Noorwegen: Harald I (870/920-931)
- Balkan:
  - Bulgarije: Simeon I (893-927)
  - Byzantijnse Rijk: Leo VI (886-912)
  - Kroatië: Muncimir (892-910)
  - Servië: Petar Gojniković (892-917)
- Oost-Europa:
  - Hongarije: Árpád (895-907), Zoltán (907-948)
  - Kiev: Oleg de Wijze (879/882-912)
  - Moravië: Mojmir II (894-906)
- Opper-Bourgondië: Rudolf I (888-912)
- Bretagne: Alan I (877-907), Gourmaëlon (907-913)
- Provence: Lodewijk de Blinde (887-920)

### Azië
- Abbasiden (kalief van Bagdad): Al-Mu'tadid (892-902), Al-Muktafi (902-908), Al-Muqtadir (908-932)
- Armenië: Smbat de Martelaar (890-912)
- China:
  - Tang: Zhaozong (888-904), Ai Di (904-907)
  - Liang: Zhu Wen (907-912)
  - Ma Chu: Ma Yin (907-930)
  - Min: Wang Shenzhi (909-925)
  - Shu: Wang Jian (907-918)
  - Wuyue: Qian Liu (907-932)
  - Yang Wu: Yang Xingmi (904-905), Yang Wo (905-908), Yang Longyan (908-921)
- India
  - Chola: Aditya I (870-907), Parantaka (907-950)
  - Rashtrakuta: Krishna II (878-914)
- Japan: Daigo (897-930)
- Jemen: Al-Hadi il-al-Haqq Yahya bin Husayn (898-911)
- Perzië
  - Saffariden: Amr ibn al-Layth (879-901), Tahir ibn Muhammad ibn Amr (901-908), al-Layth ibn 'Ali (908-910)
  - Samaniden: Ismail I (892-907), Ahmad II (907-914)
- Silla (Korea): Hyogong (897-912)

### Afrika
- Fatimiden: Ubaydullah al-Mahdi (909-934)
- Aghlabiden (Tunesië): Ibrahim II ibn Ahmad (875-902), Abdullah II ibn Ibrahim (902-903), Ziyadat Allah III ibn Abdillah (903-909)
- Idrisiden (Marokko): Yahya ibn Al-Qassim (883-904), Yahya ibn Idris ibn Omar (904-917)
- Rustamiden (Algerije): Ya'qub ibn Aflah (897-901), Abu Hatim Yusuf (901-907), Yaqzan ibn Muhammad (907-909)

### Religie
- paus: Johannes IX (898-900), Benedictus IV (900-903), Leo V (903), Sergius III (904-911)
  - tegenpaus: Christoforus (903-904)
- patriarch van Alexandrië (Grieks): Michaël II (870-903), Christodolus (907-932)
- patriarch van Alexandrië (koptisch): Michaël III (880-907)
- patriarch van Antiochië (Grieks): Zacharias (890-902), Georgius III (902-917)
- patriarch van Antiochië (Syrisch): Dionysius II (897-909)
- patriarch van Constantinopel: Antonius II Kauleas (893-901), Nicolaas I Mysticus (901-907), Euthymius I Syncellus (907-912)

<< · 900 · 901 · 902 · 903 · 904 · 905 · 906 · 907 · 908 · 909 · >>
<< · 900-909 · 910-919 · 920-929 · 930-939 · 940-949 · 950-959 · 960-969 · 970-979 · 980-989 · 990-999 · >>